# Hamalan
Hamalan – wyspa w archipelagu St Kilda.